# 19 Dywizja Zmechanizowana
19 Dywizja Zmechanizowana (19 DZ) – związek taktyczny Sił Zbrojnych PRL.

## Formowanie i zmiany organizacyjne
Dywizja została sformowana wiosną 1951 r. według etatów 5/77-5/91 o stanie osobowym 8382 żołnierzy oraz 140 pracowników cywilnych. Dywizję włączono w skład 2 Korpusu Piechoty. Dowództwo dywizji stacjonowało w Torzymiu. Poszczególne oddziały rozmieszczono w Gubinie, Słubicach i Kostrzynie.
Po zakończeniu formowania 19 DZ na etatowy stan 82 czołgów miała ich zaledwie 12 (pięć w 4 szkbcz i siedem w 23 pcz), dział pancernych na etat 24 było 21 (po pięć w pz zamiast czołgów, trzy w 26 pap, zamiast 22). Z 98 dział przewidzianych w etacie było tylko 65, z 452 samochodów było 268. Dotkliwe były braki w kadrze oficerskiej. Na etatowo 686 oficerów, było zaledwie 426. Braki w kadrze podoficerskiej wyrównywała nadwyżka w szeregowych.
Nowe etaty 19 DZ wprowadzono rozkazem Ministra ON Nr 0082/0rg. z 4 grudnia 1952 r., były wyrazem konieczności zredukowania nadmiernych planów, zmniejszały stan liczebny dywizji, jak również ograniczały liczbę czołgów i dział pancernych. Pułki zmechanizowane miały w swojej strukturze tylko jeden batalionu piechoty zmotoryzowanej, a w miejsce batalionu czołgów wprowadzono kompanię czołgów. W tym czasie pułk posiadał etatowo tylko 10 czołgów średnich T-34/85 i 5 samochodów pancernych BA-64. Na uzbrojeniu artyleryjskim znajdowało się: 14 armat, 14 moździerzy i 3 ciężkie granatniki przeciwpancerne T-21. W pułku czołgów znajdował się jeden batalion czołgów, a miejsce batalionu piechoty zmotoryzowanej zajęła kompania piechoty zmotoryzowanej. Pułk czołgów liczył 415 żołnierzy i posiadał 31 czołgów średnich T-34/85. Pułk artylerii pancernej posiadał częściowo skadrowane: batalion artylerii pancernej, batalion czołgów ciężkich i kompanię fizylierów, jego stan osobowy wynosił 487 żołnierzy, a zasadniczy sprzęt bojowy stanowiło: 16 ciężkich dział pancernych ISU-122 oraz 13 czołgów ciężkich IS-2.
W etacie 5/99-5/114 – DZ typ B stan liczbowy ustalono na 5857 żołnierzy oraz 105 pracowników cywilnych. W składzie pułku zmechanizowanego znajdował się jedynie jeden batalion piechoty zmotoryzowanej oraz kompania czołgów, natomiast w pułku czołgów średnich funkcjonowała jedynie kompania zamiast batalionu piechoty zmotoryzowanej. Szkolny batalion czołgów przeformowano na kompanię.
Liczbę czołgów i dział pancernych zmniejszono do 100 z tego: w batalionie rozpoznawczym – pięć T-34-85, w szkolnej kompanii czołgów – dwa T-34-85, jeden IS-2 i dwa ISU-122, w pułku zmechanizowanym – dziesięć T-34-85, w pułku czołgów – trzydzieści jeden T-34-85 i w pułku artylerii pancernej – trzynaście IS-2 i szesnaście ISU-122
Zgodnie z rozkazem ministra ON Nr 0058/0rg. z 19 września 1955 r. dywizję przeniesiono na etaty 5/159-5/185 – 19 Dywizji Pancernej, o stanie osobowym 6275 żołnierzy oraz 121 pracowników cywilnych. Zmiany te miały nastąpić do 20 grudnia 1955 r. Jednocześnie 19 Dywizję Pancerną wyłączono ze składu 2 Korpusu Armijnego i podporządkowano dowódcy 2 Korpusu Zmechanizowanego (po miesiącu przemianowanego na 2 Korpus Pancerny).

## Struktura organizacyjna (1951)
- dowództwo i sztab – Torzym
- kompania dowodzenia – Torzym
- 69 pułk zmechanizowany – Słubice
- 72 pułk zmechanizowany – Gubin
- 73 pułk zmechanizowany – Gubin

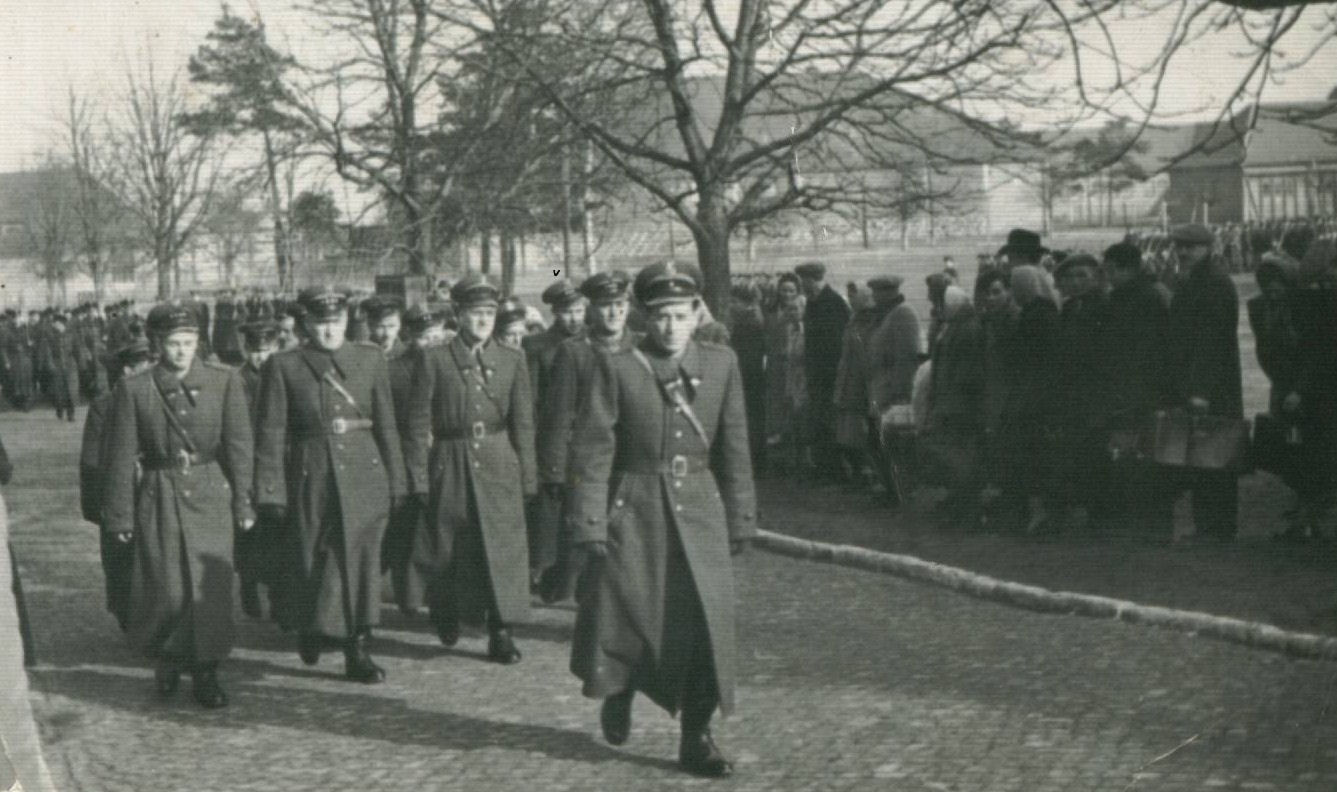
Defilada w 72 pz w Gubinie

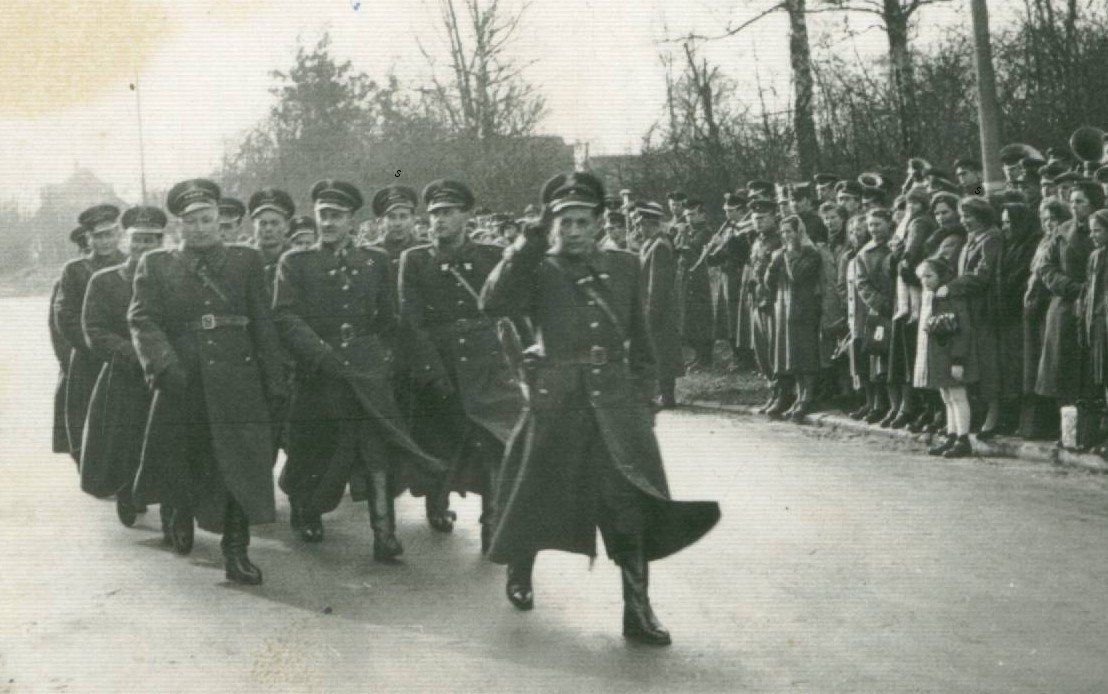
Przemarsz ulicami Gubina 72 pz

- 23 pułk czołgów średnich – Słubice
- 26 pułk artylerii pancernej – Gubin
- 113 pułk artylerii haubic – Gubin
- 18 pułk moździerzy – Gubin
- 12 dywizjon artylerii rakietowej – Gubin
- 3 dywizjon artylerii przeciwlotniczej – Gubin przy stacji
- 14 szkolny batalion czołgów – Kostrzyn
- 2 batalion rozpoznawczy – Torzym
- 59 batalion łączności – Torzym
- 66 batalion saperów – Kostrzyn
- 65 kompania samochodowa – Torzym
- ruchomy warsztat naprawy czołgów nr 20 – Słubice
- ruchomy warsztat naprawy samochodów nr 27 – Gubin
- ruchomy warsztat naprawy sprzętu artyleryjskiego nr 29 – Gubin

## Dyslokacja jednostek

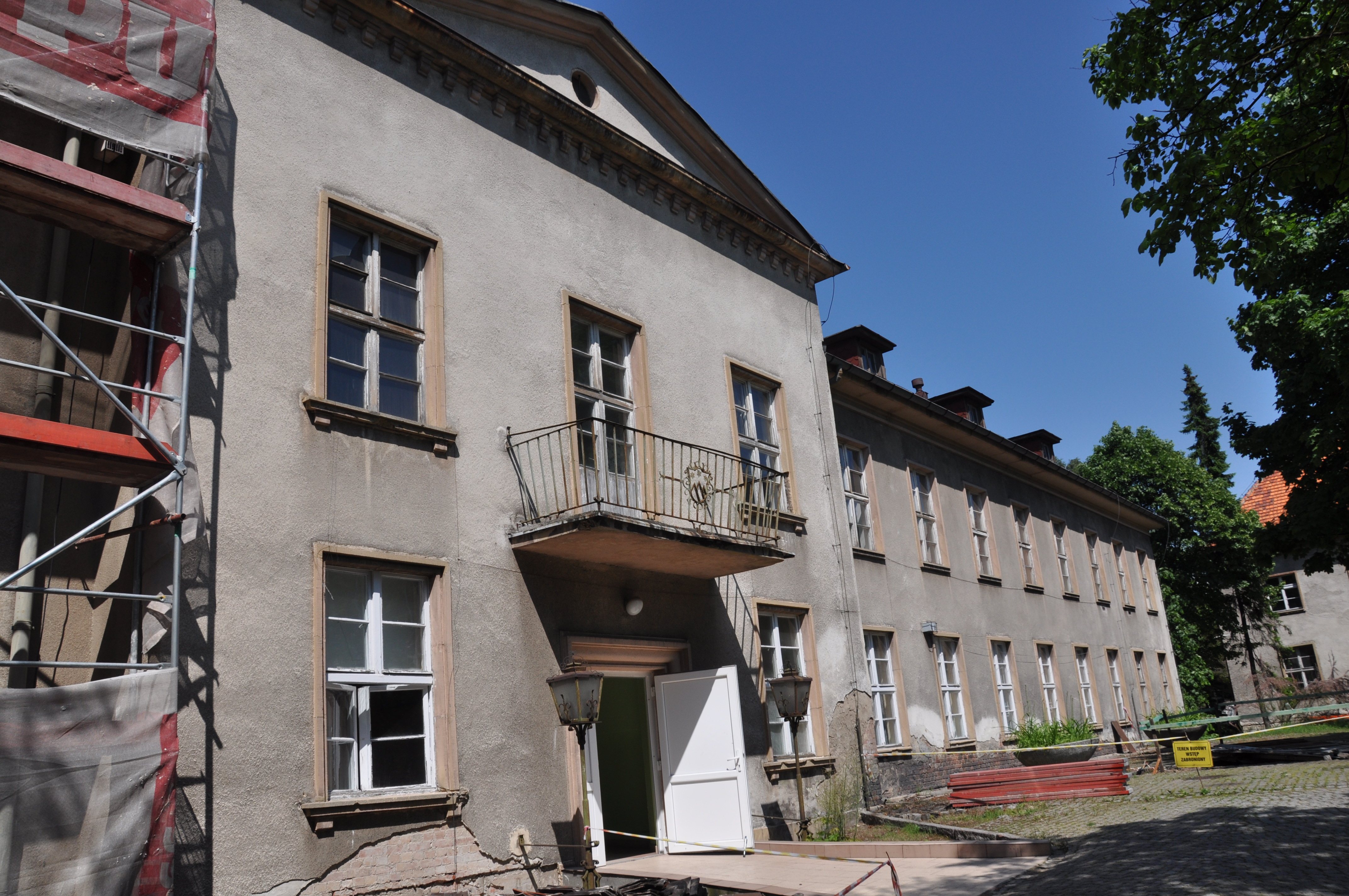
W tym budynku w Torzymiu do 1953 funkcjonował sztab dywizji

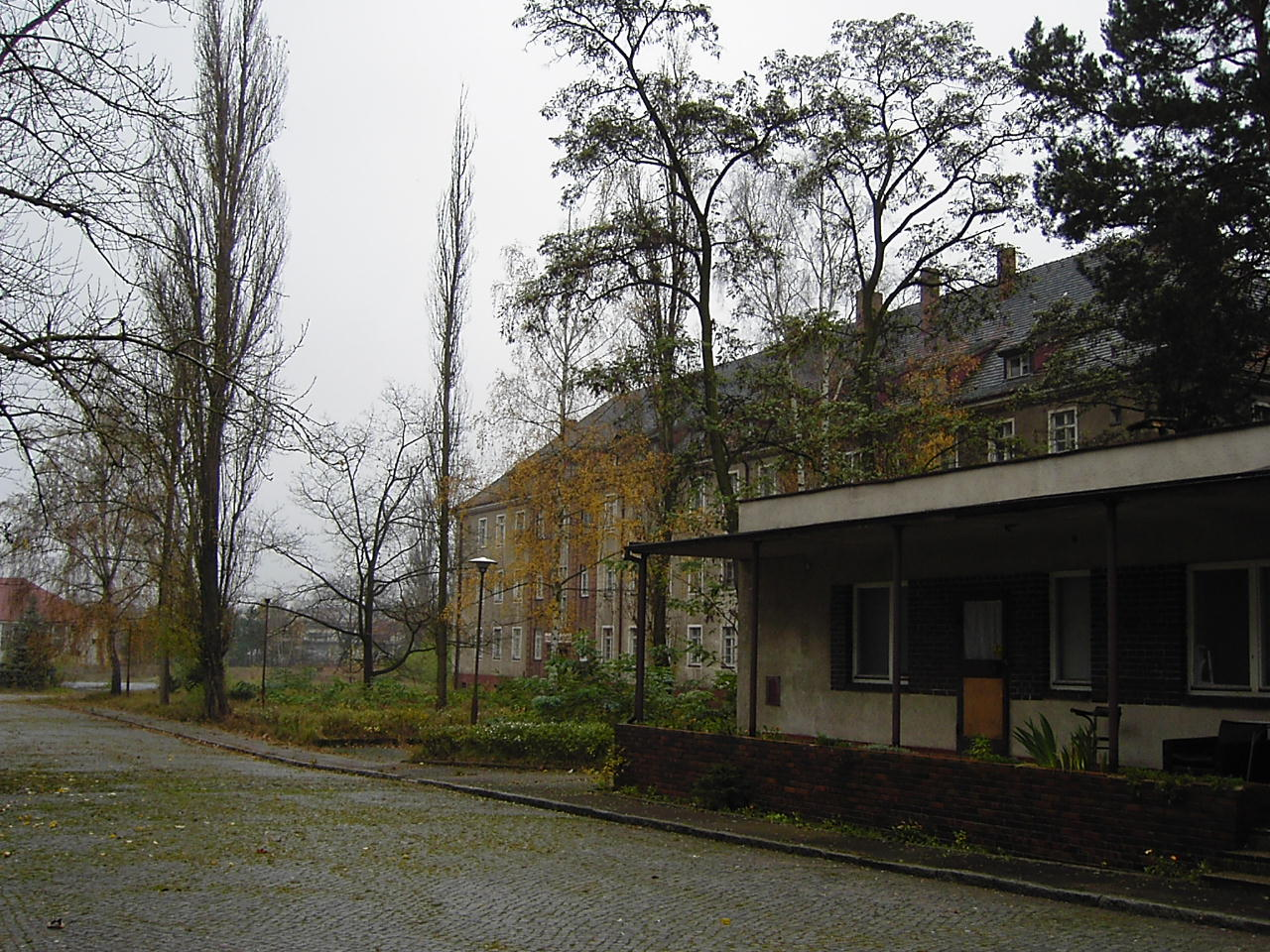
W tych koszarach w Gubinie od 1953 funkcjonował sztab dywizji

Dywizję sformowano w przygranicznych garnizonach na ziemi lubuskiej: Kostrzyn, Słubice i Gubin. Miejscowości te dysponowały nowoczesnymi kompleksami koszarowymi. Zostały one w czasie działań wojennych mocno zniszczone. Po wojnie wykorzystywały je częściowo oddziały WOP. Większość pozostawała niewykorzystywana, bądź przeznaczona na cele cywilne. Dużą wartość reprezentował garnizon w Gubinie. Składał się on z położonych w mieście czterech zespołów koszarowych, z których tylko jeden zajmował batalion WOP, oraz położonego 3,5 km od miasta kolejnego kompleksu, nazwanego od nazwy pobliskiej wsi – Komorowem. Były to nowoczesne poniemieckie koszary wojsk zmotoryzowanych z sąsiadującym placem ćwiczeń w Bieżycach i Wałowicach.
W latach 1951–1953 w dywizji miało miejsce szereg przedyslokowań jednostek. Minister ON rozkazem Nr 00 129/0per. z 18 października 1951 r. nakazał dowódcy OW IV przenieść miejsce formowania 23 pułku czołgów i 14 szkolnego batalionu czołgów z Kostrzyna do Słubic, 69 pułku zmechanizowanego i 20 RWNCz ze Słubic do Kostrzyna, 2 batalionu rozpoznawczego z Torzymia do Słubic. 11 grudnia 1952 przeniesiono 27 RWNSam z Gubina do Gubina – Komorowa.
W 1953 dokonano kolejnych zmian w rozlokowaniu jednostek Dywizji. Rozkazem ministra ON Nr 0079/0per. z 7 lipca 1953 do 15 października 1953 przeniesiono sztab dywizji, kompanię dowodzenia, 59 batalion łączności, pluton samochodowy z Torzymia do Gubina-Komorowa. Jednostki te zajęły miejsce 18 pułku moździerzy, który został przeniesiony do Torzymia.
W końcu 1953, zarządzeniem Szefa SG Nr 00128/0per. z 21 listopada 1953 ze Słubic do Kostrzyna przeniesiono 2 batalion rozpoznawczy.

## Żołnierze dywizji
Dowódcy dywizji 
- ppłk/płk dypl. Henryk Aszkenazy (20 IX 1951 – 3 X 1952)
- płk Sergiusz Siwicki (7 VII 1952 – 14 V 1953)
- płk Józef Obodziński (14 V 1953 – 12 IX 1955)[c]
- płk dypl. Mateusz Lach (18 X 1956 – 10 XII 1957)

## Przekształcenia
19 Dywizja Zmechanizowana → 19 Dywizja Pancerna → 5 Saska Dywizja Pancerna → 5 Kresowa Dywizja Zmechanizowana → 5 Kresowa Brygada Zmechanizowana